# Athanase Matti Shaba Matoka
Athanase Matti Shaba Matoka (ur. 20 czerwca 1930 w Bartali, zm. 19 marca 2025) – iracki duchowny syryjskokatolicki, w latach 1983-2010 arcybiskup Bagdadu.

## Życiorys
Święcenia kapłańskie przyjął 17 października 1954. 25 sierpnia 1979 został mianowany biskupem pomocniczym Bagdadu ze stolicą tytularną Dara dei Siri. Sakrę biskupią otrzymał 8 grudnia 1979. 26 czerwca 2010 przeszedł na emeryturę. Zmarł 19 marca 2025 w Bejrucie.